# Ienăchiță Văcărescu
Ienăchiță Văcărescu (1740 – 11 luglio 1797) è stato un filologo, poeta e storico romeno, membro della famiglia di boiardi valacchi Văcărescu.

## Biografia
Grazie alla sua conoscenza di numerose lingue, greco antico e moderno, antico slavo ecclesiastico, francese, tedesco, italiano, arabo, persiano e turco ottomano, Văcărescu poté spaziare nei suoi studi in diversi campi, oltre a farsi valere come ambasciatore, soprattutto a Vienna presso la Monarchia asburgica, dove trattò con l'imperatore Giuseppe II e strinse amicizia con l'ambasciatore di Francia, il barone de Breteuil.
La sua approfondita conoscenza dell'italiano fu addirittura oggetto nel 1929 di uno studio dello storico Nicolae Iorga dal titolo De unde a învăţat italieneşte Ienăchiţă Văcărescu? (Dove ha imparato l'italiano Ienăchiţă Văcărescu?).

## Attività letteraria

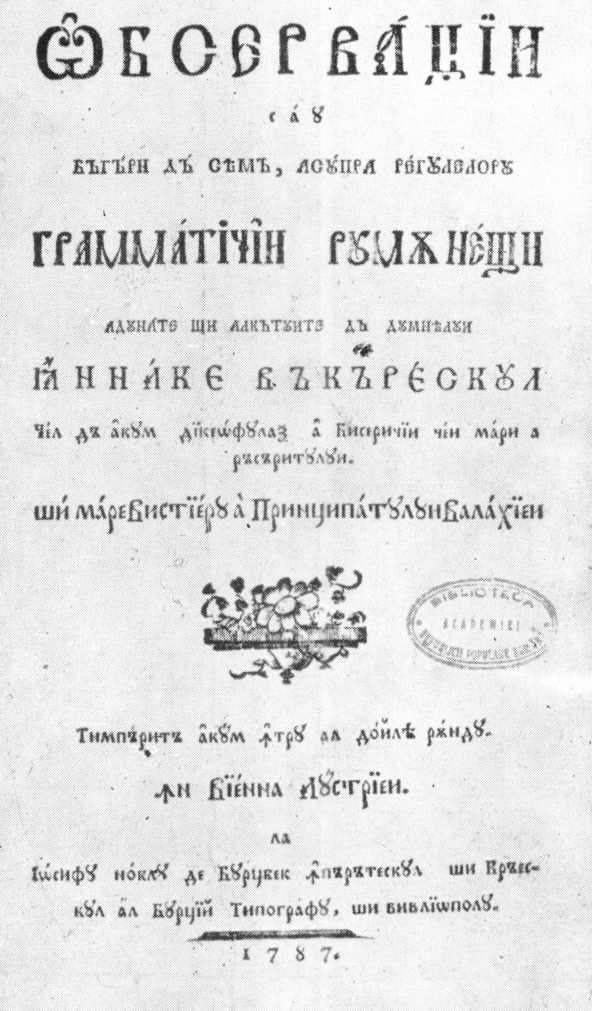
La grammatica romena di Ienăchiţă Văcărescu del 1787

L'opera per la quale Ienăchiță Văcărescu è più conosciuto è la prima grammatica romena data alle stampe, pubblicata nel 1787 e comprendente anche una sezione di metrica, intitolata Observaţii sau băgări de seamă asupra regulilor şi orânduielilor gramaticii româneşti (Osservazioni e considerazioni sulle regole e le costruzioni della grammatica romena), ma scrisse anche un'opera sulla grammatica greca (Gramatica greacă completă).
Văcărescu è meno noto per la sua opera poetica che comprende poesie ispirate sia ai classici che al folklore; le opere più note sono Amărâta turturea (La tortora amareggiata) e la breve Într-o grădină (Nel giardino).
Per quanto riguarda invece l'attività di storico, la sua opera principale fu una Istorie a Preaputernicilor Împăraţi Otomani (Storia dei potenti Imperatori ottomani), la seconda opera romena in ordine di tempo, la prima in romeno, sull'impero ottomano dopo la Historia incrementorum atque decrementorum Aulae Othomanicae, scritta in latino da Dimitrie Cantemir.